# Stapelia vetula
Stapelia vetula ist eine Pflanzenart aus der Unterfamilie der Seidenpflanzengewächse (Asclepiadoideae).

## Merkmale
Stapelia vetula bildet stammsukkulente, bis 20 cm hohe Triebe, die grün bis graugrün und purpurn überlaufen sind. Die Wuchsform ist kompakt. Sie messen ca. 1 bis 1,5 cm im Durchmesser und sind vierrippig. Die Oberfläche ist kahl. Die Blättchen fallen schnell ab und hinterlassen eine weißliche Narbe. Der Blütenstiel ist kurz (1–2 cm) und dick. Die Kelchblätter sind 4 bis 8 mm lang und schwach flaumig behaart. Die Blütenkrone misst bis 6 cm im Durchmesser und hat eine rote bis schwarzrote Farbe, manchmal mit schwachen, weit auseinanderstehenden, deutlich helleren Querrunzeln. Sie ist in der Mitte schwach eingesenkt und meist stark nach außen gebogen. Die Kronenzipfel sind bis etwa 2,3 cm lang und außen kahl. Die Ränder sind nach außen gebogen und schwach behaart, innen sind die Zipfel kahl. Die Nebenkrone ist kurzgestielt; die interstaminalen Nebenkronenzipfel messen 3,5–6 × 1,5–4,5 mm. Sie sind annähernd rechteckig oder spatenförmig und apikal abgestumpft mit gezähneltem oder gekerbtem Rand. Die staminalen Nebenkronenzipfel sind 6 bis 8 mm lang mit fadenförmigen Apikalfortsätzen. Die Dorsalflügel sind verhältnismäßig breit. Das Pollinium misst 0,7–0,8 × 0,45–0,5 mm, hat die Form eines D und ist apikal mehr oder weniger zugespitzt. 
Die Früchte besitzen eine kahle, leicht glänzende Oberfläche.
Die Chromosomenzahl beträgt 2n = 22.

## Verbreitung
Die Art kommt ursprünglich nur in der Westlichen Kapprovinz von Südafrika vor.

## Synonyme
Die Art wurde von Francis Masson 1797 erstmals beschrieben. Synonyme sind: Tridentea simsii Haworth und Stapelia nudiflora Pillans.